# Fuente de Onofrio
La Fuente de Onofrio (en croata, Onofrijeva Fontana ; en italiano, Fontana di Onofrio), en Dubrovnik ( Croacia), fue creada por el napolitano Onofrio della Cava en el siglo XV (1438), como parte del proyecto de abastecimiento de agua mediante  acueductos de la ciudad de Ragusa(hoy Dubrovnik) . 
Su nombre verdadero es la Gran Fuente (ya que en realidad en la ciudad hay dos creadas por el autor, la Grande o Velika, y la Pequeña o Mala).
Está situada a la entrada de Dubrovnik por la Puerta de Pile, cerca de las murallas, entre el antiguo convento de Santa Clara, que data del XIII, la iglesia de San Salvador (Sveti Spas) y el convento franciscano, en una plazoleta al comienzo del Stradun, o calle Grande. La fuente sufrió destrozos en el terremoto de 1667 y durante los bombardeos serbios de 1991 - 1992, pero todavía sale agua por sus 16 inyectores. 